# Hoyt Curtin
Hoyt S. Curtin (Downey, California, 9 de septiembre de 1922-Los Ángeles, 3 de diciembre de 2000) fue un compositor y productor de música estadounidense. Fue el principal director musical del estudio de animación de Hanna-Barbera desde su comienzo con The Ruff & Reddy Show en 1957 hasta su retiro en 1986.
Es el compositor de la mayoría de los dibujos animados de Hanna-Barbera, incluyendo Los Picapiedra, Don Gato, Los Supersónicos, Jonny Quest, Josie and the Pussycats, Las nuevas películas de Scooby-Doo, entre otros. Curtin además creó varios efectos sonoros utilizados en las series animadas de Hanna-Barbera. También compuso la música para el dibujo animado de Sandy Frank Battle of the Planets cuya banda sonora fue lanzada el año 2000. Fue su último trabajo antes de morir.
Tuvo un hijo, Chris, con su esposa Elizabeth.